# Ali Hasan Mahboob
Ali Hasan Mahboob (arabisch حسن محبوب علي; * 31. Dezember 1981 in Kapsabet als Silas Kirui) ist ein ehemaliger bahrainischer Langstreckenläufer kenianischer Herkunft, der seit 2005 für Bahrain startberechtigt ist.

## Sportliche Laufbahn
Erste internationale Erfolge feierte er bereits im Jahr 2004, als er beim Lille-Halbmarathon nach 1:01:22 h den Zweiten Platz belegte und im Jahr darauf den Prag-Halbmarathon nach 1:01:07 h gewann. Nach seinem Nationalitätswechsel gewann er im Herbst 2005 bei den Arabischen Meisterschaften in Radès in 30:29,15 min die Bronzemedaille im 10.000-Meter-Lauf hinter dem Katari Essa Ismail Rashed und seinem Landsmann Khalid Kamal Yaseen. 2006 nahm er erstmals an den Asienspielen in Doha teil und siegte dort mit neuem Spielerekord von 27:58,88 min. 2007 gewann er bei den Arabischen Meisterschaften in Amman in 28:26,6 min die Silbermedaille hinter dem Marokkaner Mohammed Amyn und im 5000-Meter-Lauf sicherte er sich in 13:54,47 min die Bronzemedaille hinter Amyn und Gamal Belal Salem aus Katar. Anschließend gewann er bei den Asienmeisterschaften ebendort in 30:05,12 min die Bronzemedaille über 10.000 Meter hinter den Katari Ahmad Hassan Abdullah und Sedam Ali Dawoud und wurde über 5000 Meter in 14:34,09 min Vierter. Ende November siegte er bei den Panarabischen Spielen in Kairo in 29:29,48 min über 10.000 Meter und gewann über die kürzere Distanz in 13:39,93 min die Bronzemedaille hinter dem Marokkaner Abdelkader Hachlaf und Sultan Khamis Zaman aus Katar. Bei den Crosslauf-Weltmeisterschaften 2008 in Edinburgh konnte er sein Rennen nicht beenden, qualifizierte sich aber für die Teilnahme an den Olympischen Spielen in Peking, bei denen er in 27:55,14 min auf Rang 15 gelangte und anschließend auf seinen Start über 5000 Meter verzichtete.
2009 verteidigte er bei den Arabischen Meisterschaften in Damaskus in 28:16,01 min seinen Titel über 10.000 Meter und gewann über 5000 Meter in 14:05,23 min die Silbermedaille hinter dem Katari James Kwalia. Anschließend siegte er erstmals bei den Asienmeisterschaften in Guangzhou über 10.000 Meter und stellte dort mit 28:23,70 min einen neuen Meisterschaftsrekord auf, während er im 5000-Meter-Lauf in 14:03,44 min die Silbermedaille hinter Kwalia C’Kurui gewann. Bei den Crosslauf-Weltmeisterschaften 2010 in Bydgoszcz lief er nach 33:28 min auf dem sechsten Platz ein und im November nahm er erneut an den Asienspielen in Guangzhou teil und siegte diesmal in 13:47,86 min über 5000 Meter und gewann über die längere Distanz in 27:40,07 min die Bronzemedaille hinter seinem Landsmann Bilisuma Shugi und dem Katari Essa Ismail Rashed. Im Jahr darauf wurde er bei den Crosslauf-Weltmeisterschaften 2011 in Punta Umbría in 34:30 min Zehnter und siegte anschließend bei den Asienmeisterschaften in Kōbe in 28:35,49 min über 10.000 Meter. Bei den Militärweltspielen in Rio de Janeiro gewann er in 28:37,08 min die Silbermedaille hinter dem Kenianer Josphat Kiprono Menjo. Anschließend konnte er bei den Weltmeisterschaften in Daegu sein Rennen nicht beenden, siegte dann im Dezember aber bei den Panarabischen Spielen in Doha in 28:39,88 min über 10.000 Meter und gewann über 5000 Meter in 13:46,32 min die Silbermedaille hinter dem Marokkaner Soufiane Bouqantar. 2012 qualifizierte sich Mahboob über 10.000 Meter erneut für die Olympischen Spiele in London und konnte dort sein Rennen nicht beenden.
2013 wurde er bei den Arabischen Meisterschaften in Doha in 1:12:25 h Vierter im Halbmarathon und gewann anschließend bei den Islamic Solidarity Games in Palembang in 29:55,85 min die Bronzemedaille über 10.000 Meter hinter dem Türken Ali Kaya und Mustapha el-Aziz aus Marokko. 2014 nahm er zum dritten Mal an den Asienspielen in Incheon teil und siegte dort bei seinem ersten Rennen über diese Distanz in 2:12:38 h. Im Jahr darauf gewann er bei den Arabischen Meisterschaften in Manama in 1:07:28 h die Silbermedaille im Halbmarathon hinter seinem Landsmann Shumi Dechasa und konnte anschließend sein Rennen über die volle Marathondistanz bei den Weltmeisterschaften in Peking nicht beenden. 2017 bestritt er im kenianischen Eldoret seinen letzten Wettkampf und beendete damit seine aktive sportliche Karriere im Alter von 35 Jahren.

## Persönliche Bestzeiten
- 3000 Meter: 7:44,99 min, 16. Juli 2008 in Lüttich
- 5000 Meter: 13:18,98 min, 20. Juli 2008 in Heusden-Zolder
- 10.000 Meter: 27:21,40 min, 30. Mai 2012 in Wageningen
- Halbmarathon: 1:01:07 h, 2. April 2005 in Prag
- Marathon: 2:12:38 h, 3. Oktober 2014 in Incheon